# MV Agusta F4 100 CC
Dieser Artikel wurde auf der  Qualitätssicherungsseite des Portals Auto und Motorrad eingetragen. 
Bitte hilf mit, ihn zu verbessern, und beteilige dich an der Diskussion. (+)
Die MV Agusta F4 100 CC ist ein Motorrad der Kategorie Superbike/Supersportler des italienischen Herstellers MV Agusta.

## Konzept und Technik
Die F4 100 CC stellte das Topmodell der F4-Baureihe dar und wird von einem flüssigkeitsgekühlten Vierzylinder-Viertakt-Reihenmotor angetrieben. Die F4 100 CC ist mit homologierten 147 kW (200 PS) und 315 km/h eines der stärksten und schnellsten Serienmotorräder der Welt.

## Motor und Getriebe
Der Moto ist ein wassergekühlter Vierzylinder-Viertakt-Reihenmotor. Er hat vier Titan-Ventile pro Zylinder; diese sind radial angeordnet. Die Gemischaufbereitung erfolgt durch eine Einspritzanlage mit variablen Saugrohrlängen. Bei einer Bohrung von 79,0 mmx und einem Hub von 55,0 mm ergibt sich ein Hubraum 1078 cm³. Die Höchstleistung beträgt 147 kW (200 PS) bei 11750/min. Das maximale Drehmoment von 125 Nm liegt bei 9000/min an. Das Getriebe hat sechs Gänge.

## Fahrwerk und Bremsen
Der Rahmen ist ein CrMo-Stahl-Gitterrohrrahmen mit Magnesium-Rahmenplatten. Hinten ist eine Magnesium-Einarmschwinge verbaut, mit einem SACHS-Zentralfederbein. Die Marzocchi Upside-down-Gabel am Vorderrad hat einen Standrohrdurchmesser von Ø 50 mm. Der Federweg beträgt vorne 129 mm und hinten 120 mm. Doppelscheibenbremse vorn, mit Vierkolben-Festsättel und einem Durchmesser von 320 mm. Hinten verzögert eine Scheibenbremse mit einem Durchmesser von 210 mm.

## Ausstattungsmerkmale und Preis
Die Verkleidungsteile bestehen vollständig aus Kohlenstofffaserverstärktem Kunststoff. Der Sitz ist partiell mit Alcantara bezogen, die Fußrastenanlage, Gabelbrücken, Schalt-, Fußbrems- und Handhebel sind CNC-gefräst. Zur Ausstattung der F4 100 CC gehören geschmiedete Marchesini-Scheibenräder, ein Lenkungsdämpfer und eine Einzelsitzbank.
Das „CC“ im Namen steht für den damaligen Unternehmensleiter Claudio Castiglioni. Die F4 100 CC ist auf 100 Stück limitiert. Sie war im Jahr 2008 mit einem Listenpreis von 100.000 € eines der drei teuersten Motorräder der Welt.

## Fahreindrücke von der Rennstrecke in Hockenheim
„Erster Gang und ab. Die Königliche rollt. Fahren. Was sie richtig gut kann. Überaus handlich und direkt. Weil auch der Motor, mit größerer Bohrung auf 1078 cm³ aufgestockt und wie die Tamburini mit variablen Ansaugrohren bestückt, sehr fein mitspielt. Und dabei so wunderbar lasziv aus der offenen Volltitan-Anlage mit den angeschrägten äußeren Rohren brabbelt. Sauber zieht der Vierzylinder aus dem Keller an. Gleichmäßig, satt. Wobei sich Geräusch und Intensität je nach Drehzahl ändern. Gemessene 189 PS sind hier am wüten. Das macht die CC zum teuersten und stärksten »Serienmotorrad« der Welt. Aber keine Bange. Die Brembos werdens beim Anbremsen schon richten. Mit Ratio ist dem Ganzen nicht beizukommen. Schon eher mit Gefühl. Das zeigen einige Runden auf der CC klar: Es geht darum, das Tolle am Fahren selbst zu empfinden.“